# آتشفشان کلو
آتشفشان کلو (به لاتین: Keluo) یک آتشفشان در چین است که در China, واقع شده‌است. آتشفشان کلو ۵۴۲ متر بالاتر از سطح دریا واقع شده‌است.